# Карбовка (Винницкая область)
Карбо́вка (укр. Карбівка) — село на Украине, находится в Гайсинском районе Винницкой области.
Код КОАТУУ — 0520882403. Население по переписи 2001 года составляет 1102 человека. Почтовый индекс — 23725. Телефонный код — 4334.
Занимает площадь 3,804 км².

## Уроженцы
- Ананий Волынец (1894—1941) — заместитель уездного комиссара Гайсина после февральской революции 1917 г., активный эсер, начальник местной милиции, впоследствии видный руководитель антибольшевистского крестьянского вооружённого сопротивления на Гайсинщине, командир 61-го и 13-го полков Армии УНР, командир Гайсинско-Брацлавской бригады. Известен как организатор массового террора против мирного (преимущественно еврейского) населения в период Гражданской войны.

## Адрес местного совета
23725, Винницкая область, Гайсинский р-н, с.Карбовка, ул.Ленина, 69а